# RIPEMD-160
RIPEMD-160 (RACE Integrity Primitives Evaluation Message Digest) ist eine kryptographische Hashfunktion mit einer Ausgabe von 160 Bit.
RIPEMD-160 wurde von Hans Dobbertin, Antoon Bosselaers und Bart Preneel in Europa entwickelt und 1996 erstmals publiziert. Es handelt sich dabei um eine verbesserte Version von RIPEMD, welcher wiederum auf den Designprinzipien von MD4 basiert und in Hinsicht auf seine Stärke und Performance dem populäreren SHA-1 gleicht.
RIPEMD-160 arbeitet auf 512-Bit-Blöcken und führt zwei parallele Funktionen (left line und right line) mit jeweils fünf Runden aus. Der Algorithmus ist optimiert für 32-Bit-Prozessoren. 
Es existieren auch 128-, 256- und 320-Bit-Versionen dieses Algorithmus (RIPEMD-128, RIPEMD-256 bzw. RIPEMD-320). Die 128-Bit-Version war ursprünglich als Ersatz für den RIPEMD gedacht, der ebenfalls 128 Bit stark war, aber eine fragwürdige Sicherheit bot. Die 256- und 320-Bit-Versionen reduzieren lediglich die Wahrscheinlichkeit von Hash-Wert-Kollisionen, bieten aber keine höhere Sicherheit als RIPEMD-128 oder RIPEMD-160.
Da die Entwicklung von RIPEMD-160 offener war als die von SHA-1, ist es wahrscheinlicher, dass dieser Algorithmus weniger Sicherheitslücken aufweist. Da er jedoch weniger populär ist, haben weniger Kryptologen versucht, Schwächen zu finden, was wiederum die Wahrscheinlichkeit für unentdeckte Sicherheitslücken steigen lässt.
Florian Mendel et al. konstatierten 2006 in einer Analyse, dass Angriffe auf die Vorgänger-Versionen für RIPEMD-160 nicht relevant sind und dass bis 2006 keine erfolgreichen Kryptoanalysen bekannt sind. Das japanische Institut CRYPTREC empfahl 2002 RIPEMD-160 als Hashfunktion neben SHA-1, SHA-256, SHA-384 und SHA-512.
RIPEMD-160 wird unter anderem in dem Verschlüsselungsprogramm TrueCrypt und in der Adressgenerierung der Internetwährung Bitcoin eingesetzt.